# Liste des évêques de Cornouaille
Pour un article plus général, voir Ancien diocèse de Cornouaille.
Le diocèse de Cornouaille ou diocèse de Quimper-Corentin, dans l'actuel Finistère, a existé depuis sa fondation au VIe siècle par Corentin jusqu'en 1790. La loi sur la constitution civile du clergé, votée le 12 juillet 1790 par l'Assemblée nationale constituante instituait un diocèse par département. Amputé des paroisses situées dans les départements du Morbihan et des Côtes-du-Nord, le diocèse de Cornouaille sera uni à celui de Léon et à une partie de celui de Tréguier pour former le diocèse du Finistère, cette décision sera confirmée par le Concordat de 1801 qui entérinera l'existence de cette nouvelle circonscription sous le nom de diocèse de Quimper et Léon.

## Liste des évêques de Cornouaille
Pour la période antérieure au XIe siècle, les noms en italiques sont connus uniquement par une tradition dont les sources écrites les plus anciennes sont les cartulaires de Quimperlé et de Quimper.
- Saint Corentin (Ve siècle)
- Saint Menulphe dit aussi saint Menoux (très incertain comme évêque de Quimper; non cité dans les cartulaires de Quimperlé et de Quimper, mais indiqué comme tel par plusieurs sources)
- Saint Guenoc ou Conogan (généralement considéré comme le deuxième évêque de Quimper, successeur de saint Corentin)
- Saint Alor
- Saint Alain

- Bidinic (Budic ou Benoît)
- Gurthebed
- Harnguethen
- Morghethen
- Tremerin
- Ragian
- Salamun
- Aluret
- Guloet
- 832-848 : Félix (déposé par Nominoë)
- 848-872 : Anaweten
- vers 900 : Salvator
- 906-940 : Binidic ou Benoît Ier
- 945 : Blenlivet ou Salvator
- 990 : Oratius
- après 990-10.. : Benoît ou Binidic, comte de Cornouaille, cumulant la charge d'évêque, fils du comte de Cornouaille Budic. Marié et père de famille
- 10..-1064 : Orscand, frère du comte Alain Canhiart, fils du précédent, marié à Onwen. Alain Canhiart reçut du pape Léon IX une lettre lui demandant son aide dans la réforme qu'il entreprit pour mettre fin aux abus constatés
- 1064-1113 : Benoît ou Binidic, fils du précédent
- 1113-1130 : Robert, qui fut ermite à Loccuan
- 1130-1158 : Raoul, inhumé à l'abbaye de Langonnet
- 1159-1167 : Bernard de Moëlan, théologien, ancien chancelier de l'école cathédrale de Chartres[1]
- 1167-1185 : Geoffroy de Cornouaille
- 1185-1192 : Thébaut, précédemment moine à l'abbaye Sainte-Croix de Quimperlé
- 1193-1218 : Guillaume
- 1218-1245 : Rainaud, protégé et chancelier du comte Pierre Ier de Bretagne
- 1245-1261 : Hervé de Landeleau
- 1262-1267 : Guy du Vieux-Chastel (connu aussi sous le nom de Guy de Plounévez car né à Plonévez-Porzay).
- 1267-1280 : Yves Cabellic
- Guillaume de Locmaria, archidiacre de Poher, élu par le chapitre en 1280 ; son élection ayant été contestée et soumise à Rome, il mourut dans l'intervalle
- 1283-1290 : Even de la Forest, chanoine de Cornouaille, nommé par le pape le 14 mai 1283
- 1290-1320 : Alain Rivelen, dit Morel, de Riec
- 1320-1322 : Thomas d'Anast, ancien doyen du chapitre d'Angers
- 1322-1324 : Bernard du Plouget, franciscain, nommé par le pape le 19 juillet 1322, transféré à Nîmes, sans être jamais venu à Quimper
- 1324-1326 : Guy de Laval, transféré au Mans
- 1326-1330 : Jacques de Corvo, transféré à Toulon
- 1330-1333 : Yves Le Prévôt de Bois Boëssel, transféré à Tréguier, puis à Saint-Malo en janvier 1333
- 1333-1335 : Alain Gontier, ancien principal du collège de Navarre, ancien évêque de Saint-Malo
- 1335-1352 : Alain Le Gall, de Riec
- 1352-1357 : Geoffroy de Coëtmoisan , précédemment abbé de la Couture au Mans, transféré à Dol
- 1357-1383 : Geoffroy Le Marhec
- 1384-1408 : Thebaud de Malestroit, ancien évêque de Tréguier
- 1408-1416 : Gatien de Monceaux, nantais, il fit voûter le chœur de la cathédrale
- 1416-1444 : Bertrand de Rosmadec, se démit en août 1444, mort en 1445, il entreprit en 1424 la réfection de la nef de la cathédrale
- 1444-1451 : Alain de Lespervez, franciscain, transféré de Tréguier, nommé archevêque in partibus de Césarée-en-Palestine le 16 janvier 1451, † 1455
- 1451-1472 : Jean de Lespervez, neveu du précédent et son coadjuteur depuis le 23 décembre 1449
- 1472-1479 : Thibaut ou Thébaud de Rieux
- 1479-1484 : Guy du Boschet ou Bouchet, vice-chancelier de Bretagne
- 1484-1493 : Alain Le Maout, du Faouët, transféré de Léon
- 1493-1501 : Raoul Le Moël
- 1501-1540 : Claude de Rohan
- 1540-1546 : Guillaume Eder
- 1546-1549 : Philippe de la Chambre, évêque de Tusculum, nommé administrateur de l'évêché de Cornouaille le 19 juillet 1546
- 1550-1560 :  Nicolas Cajetan di Sermonetta, se démit le 5 avril 1560 en faveur du suivant
- 1560-1571 : Étienne Boucher, champenois, ancien secrétaire de Catherine de Médicis et premier secrétaire de l'ambassade de France à Rome
- 1573-1583 : François de la Tour, de Plougonven, transféré à Tréguier
- 1583-1614 : Charles du Liscouët
- 1614-1640 : Guillaume Le Prestre de Lézonnet
- 1640-1668 : René du Louët de Coetjunval, avec pour coadjuteur François de Visdelou de 1651 à 1665, puis François de Coëtlogon
- 1668-1706 : François de Coëtlogon
- 1707-1739 : François-Hyacinthe de Plœuc du Timeur
- 1739-1771 : Auguste François Annibal de Farcy de Cuillé
- 1772-1773 : Emmanuel-Louis de Grossoles de Flamarens, transféré à Périgueux
- 1773-1790 : Toussaint-François-Joseph Conen de Saint-Luc

Depuis 1790, le diocèse de Quimper est incorporé dans le diocèse de Quimper et Léon. La liste des évêques est présentée comme liste des évêques de Quimper et Léon.

### Sources et bibliographie
- Cartulaire de Landévennec
- Albert le Grand, Vie des saints de Bretagne
- Joëlle Quaghebeur, La Cornouaille du IXe au XIIe siècle, Société archéologique du Finistère, 2001